# Telmatoscopus zeus
Telmatoscopus zeus är en tvåvingeart som beskrevs av Quate 1967. Telmatoscopus zeus ingår i släktet Telmatoscopus och familjen fjärilsmyggor. Inga underarter finns listade i Catalogue of Life.